# 鮑之祥
鮑之祥（16世紀—17世紀），字若孩，黃州府麻城縣人，明朝政治人物。

## 生平
鮑之祥是萬曆四十三年（1615年）舉人，到崇禎四年（1631年）成進士，都察院观政，獲授臨川知縣。其時軍需加派，他不忍心因此對人民施刑，於是哭著勸諭；適逢編審召來里長會面，令負責役吏不敢欺壓人民。他自己則穿粗布，生活猶如清貧的人，以病告歸而卒。

## 引用
1. ↑  《崇祯四年辛未科三百五十名进士履历》：鲍之祥，若孩，春秋，丁酉十一月初八日生。麻城人，乙卯六十二，會七十三，三甲四十二名。都察院政，授临川知县。曾祖雲昇。祖治。父啓敬。
2. 1 2  光緒《重修麻城縣志·卷十九·耆舊志二》：鮑之祥，字若孩，崇禎辛未進士，臨川知縣。時軍興加派，祥不忍鞭朴，泣涕勸諭，值編審召里長聚庭下面，均徭役吏不敢欺。疏布自奉如寒素。 府志
3. ↑  光緒《重修麻城縣志·卷十四·選舉志一》：（萬曆）四十三年乙卯（舉人）……鮑之祥
4. ↑  《江西通志》：鲍之祥字若孩，麻城人，崇祯进士，知临川县。时军兴加派，祥不忍鞭扑，涕泣劝谕，值编审，召里长集庭下，面均徭役，吏不敢欺。疏布自奉如寒士，妻在署自织以衣，以疾乞归。
5. ↑  《郑氏史料初编》：若南城县知县马士骅、永新县知县管正传、吉水县知县王龙震、赣县知县庄尹辰、安福县知县陈昺虞、大庾县降级管事知县舒声、前临川今物故知县鲍之祥、前永丰县知县今回籍刘绵祚、前庐陵县知县今调简雍鸣鸾、前泰和县知县今调简徐行忠，皆身当寇冲，经营备御，或率兵以截其氛，或登埤以固其守，虽利钝不同，劳难尽泯。而前临川县知县鲍之祥，骨鲠生成，朴忠性赋，当贼势披猖之日，焦心兵饷，效力城池，以致劳极病亡，殆与闽上杭县知县陈正中呕血办贼，死而后已，其慷慨殉难一也。